# Dr. Henry Jones
Professor Henry Walton Jones é um personagem secundário da franquia de filmes Indiana Jones.

## Característica
Dr. Henry Jones é o pai sábio rabugento de Indy, como ele mesmo o chama, sendo um importante arqueólogo estadunidense e o registrador da localização exata do Santo Graal. Assim como o filho, também se apaixonou pela Dra. Elsa Schneider. No final, levou um tiro, o que obrigou Indiana Jones á procurar o Santo Graal para Walter Donovan, mas quando Donovan morre, Indiana Jones faz Henry beber o cálice, sendo curado do ferimento. Foi interpretado por Sean Connery no filme Indiana Jones and the Last Crusade de 1989.